# Miguel Ángel Battegazzore
Miguel Ángel Battegazzore (Montevideo, 22 de enero de 1931 - Maldonado, 16 de junio de 2024) fue un artista plástico, escenógrafo, docente y autor uruguayo. Se destacó como especialista en teoría del color.
Se formó en la Escuela Nacional de Bellas Artes de Montevideo. Se perfeccionó en España y Portugal; trabajó con el escultor vasco Jorge de Oteiza.
Se destacó como docente en el Instituto de Profesores Artigas y la Universidad de la República.
Escribió ensayos sobre las obras de Pedro Figari, Eduardo Yepes, Luis Alberto Solari y Joaquín Torres García.